# Alexis Antunes
Pour les articles homonymes, voir Antunes.
Alexis Antunes, né le 31 juillet 2000 à Genève en Suisse, est un footballeur suisse, qui évolue au poste de milieu offensif au Servette FC.

## Biographie

### En club
Né à Genève en Suisse, Alexis Antunes est formé par le Servette FC. Il fait sa première apparition avec l'équipe première le 12 août 2017, lors d'une rencontre de coupe de Suisse contre le FC Altdorf. Il entre en jeu et son équipe l'emporte par six buts à zéro.
Alors que le club vient d'être promu en première division, Antunes prolonge son contrat avec le Servette le 8 août 2019, avant d'être prêté pour une saison au FC Chiasso le 2 septembre 2019.
De retour au Servette, Antunes est intégré à l'équipe première. Il fait alors sa première apparition en Super League le 20 septembre 2020, lors de la première journée de la saison 2020-2021, contre le FC Lausanne-Sport. Il entre en jeu à la place de Koro Koné lors de ce match perdu par son équipe par deux buts à un. Le 10 mars 2021, Alexis Antunes prolonge son contrat avec le Servette jusqu'en juin 2024,.
Le 15 août 2021, Antunes se fait remarquer lors d'une rencontre de coupe de Suisse en marquant trois buts face au FC Amical Saint-Prex. Il s'agit de son premier triplé, et il contribue ce jour-là à la victoire des siens par six buts à zéro,.

En 2024, il remporte la coupe de suisse avec le Servette FC. 

### En sélection
Alexis Antunes commence sa carrière internationale avec l'équipe de Suisse des moins de 15 ans. Il joue quatre matchs avec cette sélection entre 2014 et 2015.
Alexis Antunes représente l'équipe de Suisse des moins de 17 ans de 2016 à 2017, pour un total de quatre matchs joués.
Avec les moins de 19 ans, Antunes joue deux matchs en 2019, il marque dès son premier match contre le Danemark (victoire 2-3 de la Suisse).
Alexis Antunes joue son premier match avec l'équipe de Suisse espoirs le 9 octobre 2020, à l'occasion d'un match amical face à la Géorgie. Il entre en jeu et son équipe remporte la partie par trois buts à zéro.

### Vie privée
Alexis Antunes possède des origines espagnoles de par sa mère originaire de Galice et portugaises de par son père, supporter du Benfica. Son père a également joué pour le US Colorado Genève. C'est lui qui a transmis la passion du football à Alexis.